# Phaea haleyae
Phaea haleyae là một loài bọ cánh cứng trong họ Cerambycidae.